# Federación de Mujeres Progresistas
La Federación de Mujeres Progresistas (FMP) es una organización no gubernamental y sin ánimo de lucro, creada en el año 1987. Compuesta por un tejido asociativo cercano a las 23.000 personas, su objetivo primordial es lograr la igualdad y la equidad de género entre mujeres y hombres. Desde el año 1990 organiza los Premios Mujeres Progresistas, constituidos con la convicción de mostrar a la sociedad los mejores ejemplos de lucha por la igualdad. Fue declarada de utilidad pública en 1999. En 2006 recibió el Reconocimiento del Ministerio de Sanidad, Asuntos Sociales e Igualdad por su labor en la erradicación de la violencia de género. 

## Fundación
El 17 de octubre de 1987 se reunieron en Madrid un grupo de mujeres feministas concienciadas con la necesidad de crear una federación de asociaciones de ámbito estatal. Allí estuvieron Benita Bueno (presidenta de la Asociación de Mujeres Plaza Mayor de Salamanca), Teresa Maroto (presidenta de la Asociación Rosa Chacel de Valladolid), Teresa Riera (presidenta de Dona, Universitat, Societat de Baleares), Blanca Estrella Ruíz (presidenta de la Asociación Pro-defensa de los Derechos de la Mujer de Vizcaya), Consuelo Vallina (presidenta de la Asociación de Mujeres Asturianas Progresistas) y Mª Teresa Fraid (presidenta de la Asociación de Mujeres por la Igualdad de Galicia). Acordaron constituir una federación que agrupara a todas las asociaciones representadas y abiertas a cuantas asociaciones de mujeres con objetivos similares desearan incorporarse en el futuro.
Desde 2007 la FPM esta presidida por Yolanda Besteiro.

## Objetivos y funcionamiento
La Federación de Mujeres Progresistas, sustenta su labor en los valores feministas de igualdad, equidad, libertad, sororidad, interculturalidad, diversidad, participación activa, liderazgo y coherencia de sus acciones.
A través de la atención integral, la formación en igualdad, la sensibilización y el trabajo en red la FMP trata de conseguir los siguientes objetivos:
- Erradicar la violencia de género de mujeres e hijos e hijas[7][8]
- Fomentar la autonomía de las mujeres y su desarrollo profesional[9][10]
- Fomentar la salud integral de las mujeres[11][12]
- Promocionar el voluntariado de género[13]

## Historia
En la Asamblea Plenaria celebrada en 1988, solicitaron su incorporación a la FMP veinte organizaciones de toda España (con más de 9.000 asociadas), dándose a conocer a través de un Manifiesto con el lema "Para que nadie decida por ti, participa", enumerando las discriminaciones más comunes que sufrían las mujeres a todos los niveles.
Con la segunda Junta Directiva elegida en 1990, la FMP participó en la formación de una plataforma de asociaciones de mujeres que sirvió de creación y apoyo al Lobby Europeo de Mujeres. En este mismo año se constituyen y organiza la I Edición de los Premios Mujeres Progresistas para resaltar, reconocer y hacer pública la labor de las mujeres en las diferentes áreas de la sociedad.
En 1991, siendo presidenta de la FMP Carmen Martínez Ten, se amplían los programas de la Federación trabajando con fondos europeos (NOW y HORIZON), de formación para el empleo (INEM) y de apoyo a mujeres inmigrantes. La implantación de la Federación se consolidó en trece comunidades autónomas.
Durante la celebración del II Encuentro de Mujeres en 1993, se crearon cuatro mesas y ponencias sobre "Mujer y poder", "Mujer y futuro", "Mujer y participación" que darían lugar a las propuestas para la IV Conferencia Mundial de la Mujer en Beijing, donde la Federación participó como ONG invitada.
La Declaración y constitución en 1995 de la Plataforma de Acción de Beijin fue adoptada por 189 países y supuso un punto de inflexión para la agenda mundial de igualdad de género. La Federación de Mujeres Progresistas ha estado presente en la cumbre de la Conferencia Mundial de la Mujer Beijin+5 celebrada en Nueva York del 5 al 10 de junio del año 2000, así como en todas las celebradas, participando como entidad consultiva en las conferencias de 2010 y 2015 .
Desde aquellos años, la FMP trabajaba en una propuesta que contemplaba un nuevo modo de canalizar las aspiraciones de las mujeres por una mayor participación en todos los ámbitos de la vida social, política, económica y cultural: El Nuevo Contrato Social Mujeres-Hombres, que se publicó en 1997.
Coincidiendo el año 2007 con el 20 aniversario de la organización, se celebró el acto "MUJERando la igualdad" en el Senado, con asistencia de personalidades políticas y del mundo asociativo más relevantes del país, donde se debatió, entre otros temas, sobre la recién aprobada Ley para la igualdad efectiva de mujeres y hombres.
A partir de ese año una de las principales líneas estratégicas de la entidad fue ampliar su tejido asociativo, tal es el caso de la incorporación de la Federación de Mujeres Progresistas de Andalucía, la Asociación de Mujeres en Pro de la Igualdad Ami Balears, la Federación de Mujeres Progresistas de Aragón, etc.

### Publicidad sexista
La Federación de Mujeres Progresista fue pionera en la denuncia por publicidad sexista, cuando en 1989 realizó un boicot contra la empresa Feber y su campaña de Navidad y se presentó como parte demandante. La citada empresa sería condenada según la sentencia judicial que declaró la campaña como "ilícita y en contra de la igualdad entre sexos", amparándose en la Constitución española y la Declaración Universal de Derechos Humanos.
Como organización que recoge y canaliza todo tipo de quejas que eleva al Instituto de la Mujer, ha realizado diversas campañas como "Stop anuncios de contacto" en 2010, pidiendo la retirada de este tipo de anuncios de los medios de comunicación españoles. En esta línea de actuación, demandó a la empresa Ryanair por la campaña publicitaria que realizó en 2012 y que los tribunales declararían como "ilícita y desleal".

### Jornadas de Micromachismos
En octubre del año 2014 la FMP organizó la I Jornada de Micromachismos, con el título Había una vez un machismo, ¿”chiquitito”?. En esta primera edición se identificaron los agentes de socialización, desde el punto de vista antropológico, social, educativo, laboral, económico, político, etc., para posibilitar la trasmisión de esos micromachismos. En 2015 versó en cómo se manifiestan estas desigualdades y transmisión de roles y estereotipos en los y las jóvenes y en las dificultades que tienen para relacionarse y vivir sin actitudes machistas. Las jornadas de micromachismos se celebran cada año con el objetivo de visibilizar este tipo de comportamientos y poder desactivarlos.

### Difusión
La Federación de Mujeres Progresistas ha creado varias webs y blogs especializados en las diferentes áreas de actuación, facilitando la información y difusión de sus contenidos.

## Premios y reconocimientos
Debido a su permanente defensa de la igualdad de derechos y oportunidades de las mujeres recibió en 2006 el Reconocimiento del Ministerio de Sanidad, Asuntos Sociales e Igualdad con motivo del Día Internacional de la eliminación de la violencia contra las mujeres.
La Federación recibió el IV Premio de Reconocimiento a la labor más destacada en la erradicación de la Violencia de Género 2007, otorgado por el Observatorio contra la Violencia Doméstica y de Género del Consejo General del Poder Judicial. Galardón conjunto con otras organizaciones de mujeres (Coordinadora Española para el Lobby Europeo de Mujeres, Mujeres en Red y la Asociación Clara Campoamor).
En reconocimiento a sus proyectos de prevención y abordaje de la exclusión social, la FMP recibió en 2017 el Premio Avedis Donobian a la Excelencia en calidad- Premio Hospital Plató -Integración social.

## Alianzas
Desde la FMP se han establecido importantes alianzas con diferentes organizaciones nacionales e internacionales para el desarrollo de sus líneas de actuación, entre ellasː:
- Consejo de Participación de la Mujer (La FMP ocupa la Vicepresidencia)

- Plataforma de Organizaciones de Acción Social (POAS) (Vicepresidencia)
- Consejo Estatal de ONG de Acción Social (Vocalía/Coordinación Grupo Género)
- Plataforma del Tercer Sector (PTS) (Miembro Junta Directiva)
- Unión de Asociaciones Familiares (UNAF) (Presidencia)
- Coordinadora Española de Apoyo al Lobby Europeo de Mujeres (Presidencia)
- Observatorio Estatal contra la violencia de género (Vicepresidencia)
- Plataforma del Voluntariado de España (Vocalía)
- Instituto para la Calidad en las ONG (ICONG) (Vocalía)
- Observatorio para la Igualdad de Oportunidades entre Mujeres y Hombres del Instituto de la Mujer (Vocalía)
- Consejo Económico y Social de Naciones Unidas (ECOSOC) (Consultative Status)
- Red de Mujeres Africanas y Españolas por un mundo mejor
- Red Estatal de Organizaciones Feministas contra la Violencia de Género
- Red Europea de Lucha contra la Pobreza y la Exclusión Social en España (EAPN-ES)
- Red Española contra la Trata de Personas
- Mesa estatal por los Derechos Humanos de las personas mayores
- Red estatal contra el alquiler de vientres.

## Premios Mujeres Progresistas
Con la celebración de estos premios, la Federación de Mujeres Progresistas quiere mostrar a la sociedad los mejores ejemplos en la lucha por la igualdad y visibilizar este reconocimiento. Desde su primera edición en el año 1990 se celebran anualmente, interrumpidos en el período 1999-2006.